# Passalora carlinae
Passalora carlinae är en svampart som först beskrevs av Pier Andrea Saccardo, och fick sitt nu gällande namn av U. Braun & Crous 2003. Passalora carlinae ingår i släktet Passalora och familjen Mycosphaerellaceae.   Inga underarter finns listade i Catalogue of Life.